# Air Kopras
Air Kopras is een bestuurslaag in het regentschap Lebong van de provincie Bengkulu, Indonesië. Air Kopras telt 1226 inwoners (volkstelling 2010).